# Segelfluggelände Utscheid

i7
i11
i13
Das Segelfluggelände Utscheid liegt in der Südeifel auf einer Anhöhe westlich der Ortsgemeinde Utscheid im rheinland-pfälzischen Eifelkreis Bitburg-Prüm und beheimatet den Segelflugverein Südeifel.

## Flugbetrieb
Das Segelfluggelände ist mit einer 900 m langen und 30 m breiten Start- und Landebahn aus Gras (Richtung 06/24) ausgestattet. Es besitzt eine Betriebszulassung für Segelflugzeuge, Motorsegler und Luftfahrzeuge, soweit diese bestimmungsgemäß zum Schleppen von Segelflugzeugen oder Motorseglern eingesetzt werden. Der Start von Segelflugzeugen erfolgt per Windenstart oder Flugzeugschlepp. Die Motorflugbewegungen sind auf Grund des Lärmschutzes kontingentiert. Motorflüge von nicht am Platz ansässigen Luftfahrzeugen erfordern die vorherige Zustimmung des Platzhalters (PPR). Der Platzhalter und Betreiber des Segelfluggeländes ist der Segelflugverein Südeifel e. V.

## Geschichte
Der Segelflugverein Südeifel e. V. wurde 1973 in Ernzen gegründet und war zunächst auch dort ansässig. Auf Grund der für Segelflug ungünstigen Bedingungen, unter anderem Anflug über die Abbruchkante eines Steinbruches mit zum Teil starken Leewirbeln, wurde das Gelände im 23 Kilometer entfernten Utscheid erschlossen. In Ernzen verblieben die Motorflieger. Heute ist dort ein Ultraleichtflugverein ansässig.
Das Segelfluggelände Utscheid wurde ursprünglich am 8. Mai 1979 genehmigt. Die offizielle Grundsteinlegung des Platzes erfolgte im Jahr 1980.

## Bildergalerie

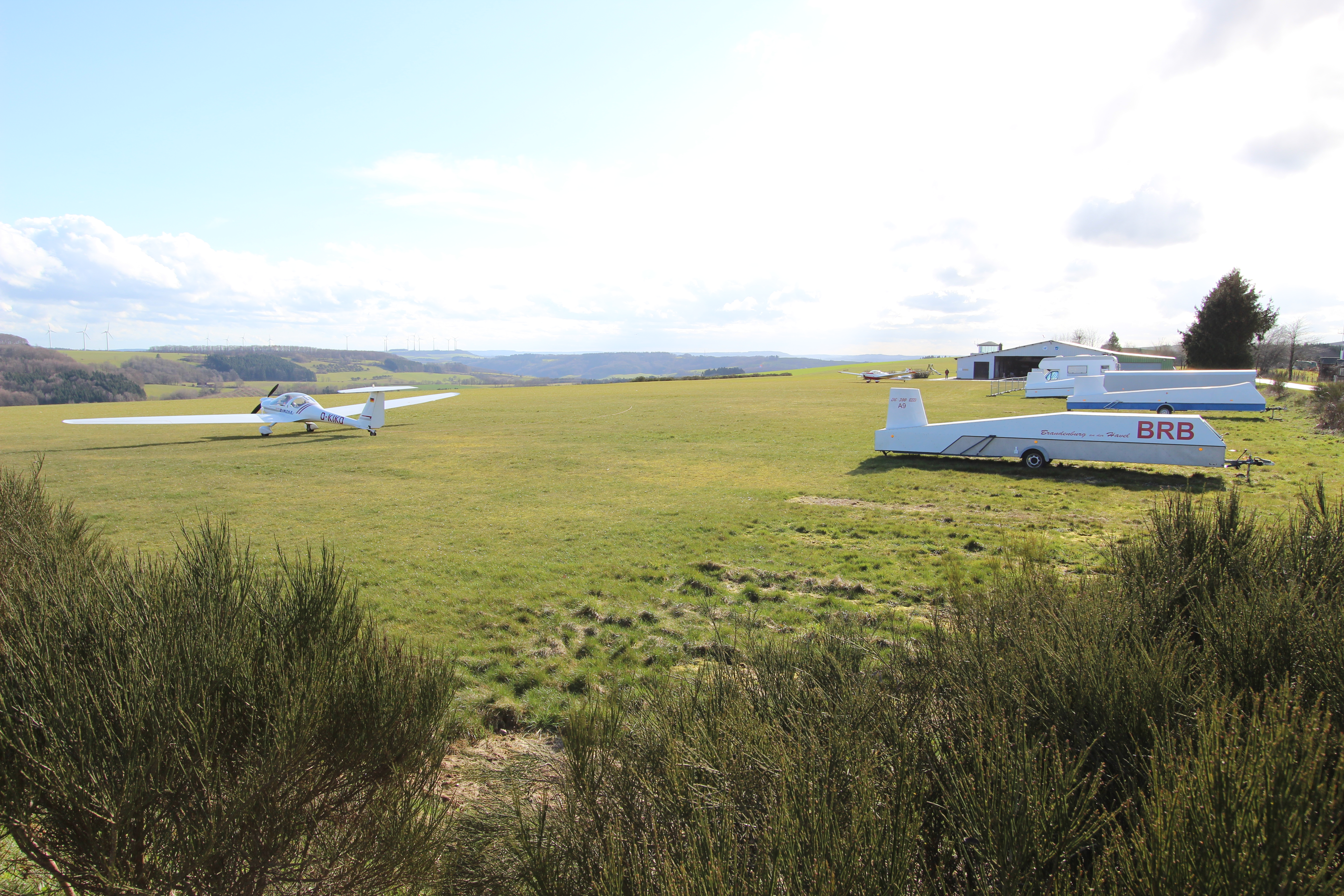
Ostansicht, 2016
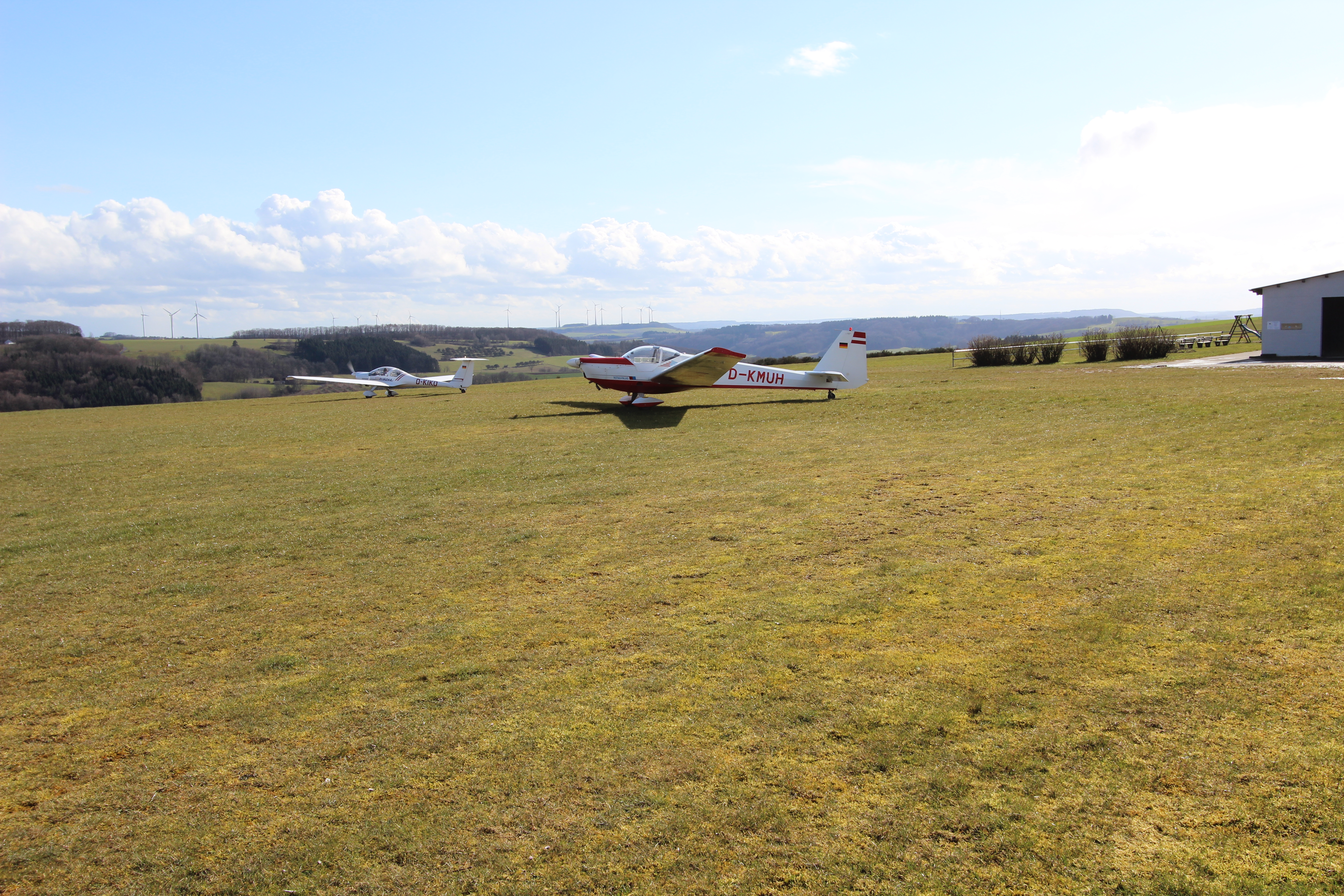
Nordansicht, 2016